# Cryptolechia xanthosarca
Cryptolechia xanthosarca, ook wel Orophia xantosarca genoemd, is een vlinder uit de familie van de sikkelmotten (Oecophoridae). De wetenschappelijke naam van de soort is voor het eerst geldig gepubliceerd in 1917 door Edward Meyrick, die een mannelijk exemplaar van 27 millimeter lang beschreef. De soort komt voor in Zuid-Afrika.